# Hardella thurji
La tartaruga di fiume coronata (Hardella thurjii Gray, 1831), unica specie del genere Hardella Gray, 1870, è una tartaruga della famiglia dei Geoemididi.

## Tassonomia
Ne vengono riconosciute due sottospecie:
- H. t. thurjii (Gray, 1831).
- H. t. indi (Gray, 1870).

## Descrizione
Il carapace, che arriva a misurare 540 mm nelle femmine ma solo 180 nei maschi, è marrone scuro con le carenature nere grigiastre e con la giuntura costomarginata bordata di giallo-arancione. Il piastrone è giallo con una grande macchia nerastra su ogni scute. Sulla testa sono presenti quattro strisce giallo-arancioni su ogni lato. L'alimentazione è a base di erbe e piante acquatiche. Si riscalda direttamente sull'acqua, galleggiando pigramente. Il corteggiamento e l'accoppiamento avvengono durante i mesi estivi; almeno nell'India settentrionale, le femmine depongono 8-19 uova ellissoidali.

## Distribuzione e habitat
In Bangladesh, India settentrionale e orientale, Pakistan e Nepal. Vive in molti tipi di ambienti umidi, ma si incontra frequentemente in acque a lento corso come pozze, stagni, canali e lanche, con un fondale fangoso e ricchi di vegetazione. Durante la stagione secca, quando i corsi d'acqua temporanei si seccano, migra sulla terraferma alla ricerca di nuovi sistemi acquatici.

## Conservazione
Nel 1980 era la specie più comune nei mercati dell'India orientale e nel Bangladesh, a causa della sua carne molto apprezzata. Oltre al pesante sfruttamento a cui è sottoposta, ulteriori fattori di minaccia per la specie derivano dalla conversione delle zone umide in aree agricole e dall'inquinamento dei sistemi acquatici dovuto al diffuso utilizzo di pesticidi e fertilizzanti.